# Malacoceros vanderhorsti
Malacoceros vanderhorsti är en ringmaskart som först beskrevs av Augener 1927.  Malacoceros vanderhorsti ingår i släktet Malacoceros och familjen Spionidae.
Artens utbredningsområde är Mexikanska golfen. Inga underarter finns listade i Catalogue of Life.